# 森田雄蔵
森田 雄蔵（もりた ゆうぞう、1910年（明治43年）11月23日 - 1990年（平成2年）1月29日）は日本の小説家。

## 略歴・人物
1910年（明治43年）11月23日に東京府京橋で生まれる。1935年（昭和10年）に法政大学文学部英文学科を卒業する。
戦後、本格的な作家活動に入り、1953年（昭和28年）に『はがゆい男』で第30回芥川賞候補になる。
『法政文学』『一座』『小説と詩と評論』などに小説を発表し、1958年（昭和33年）に『岳父書簡撰』を発表、1967年（昭和42年）に代表作『料亭の息子』を発表する。
また、丹羽文雄の後を受けて、全国同人雑誌作家協会会長を務めたほか、木々高太郎主宰の同人誌『小説と詩と評論』を継承し、新人作家の発掘に貢献した。
1990年（平成2年）1月29日に死去。79歳没。

## 著書
- 『あたしが殺したのです』（河出書房新社、1961）
- 『肌色の街』（光風社、1970）
- 『モンゴル国ものがたり-神話と伝説と挿話と』（社会思想社、1972）
- 『岳父書簡撰』（金剛出版、1976）
- 『料亭の息子』（金剛出版、1978）